# Encinacorba
Encinacorba (aragónul Lecinacorba) település Spanyolországban,  Zaragoza tartományban. Encinacorba Aguarón, Cariñena, Paniza, Villarreal de Huerva, Codos és Mainar községekkel határos. Lakosainak száma 182 fő (2024).

## Népesség
A település népessége az utóbbi években az alábbiak szerint változott:
| Lakosok száma | 319  | 294  | 271  | 264  | 239  | 235  | 198  | 178  | 185  | 182  |
|               | 2001 | 2004 | 2007 | 2009 | 2012 | 2014 | 2017 | 2019 | 2022 | 2024 |